# 王宣 (弘治丙辰進士)
王宣（1470年—？年），字承德，四川嘉定州人，民籍，治《禮記》，明朝政治人物。

## 生平
四川鄉試第二十八名舉人。弘治九年（1496年）中式丙辰科會試第二百九十五名，二甲第二十三名進士。历官南阳府知府，正德八年（1513年）五月升陕西都轉運鹽使司運使，十二年正月考察去职。

## 家族
曾祖王琳；祖父王思恭；父王朝輔，陰陽典術。母劉氏；繼母潘氏。具庆下。兄王清、王澄、王登。弟王宥、王宜。